# Fester's Quest
Fester's Quest este un joc video pentru NES dezvoltat de Sunsoft în 1989, bazat pe celebrul serial TV Familia Addams din anii 60. Jocul a fost lansat în America de Nord în 1989 și în 1990 în Europa.
NES-ul, în 1989, se axa în special pe copii, jocul fiind cumpărat în principal de copii. Majoritatea copiilor nu erau conștienți de existența serialului Familia Addams din anii 60, și de existența benzilor desenate. Asta s-a schimbat în 1991 odată cu apariția filmului Familia Addams.

## Jocul
În acest joc, jucătorii îl vor controla pe Unchiul Fester, care salvează orașul de extratereștri. În aventura sa, Fester va fi ajutat cu diferite obiecte de către ceilalți membri ai Familiei Addams.
La începutul jocului, Fester va fi înarmat cu o pușcă slabă, în formă de trompetă, dar pe parcurs el va primi anumite îmbunătățiri. Ceilalți membri ai familiei Addams, printre care Pugsley, Wednesday și Mânuță, îl vor ajuta pe Fester cu arme suplimentare.
Jocul nu poate fi salvat. Prin urmare, dacă Fester moare, jucătorul trebuie să reînceapă jocul. Singura diferență dintre începerea unui joc nou și continuarea este că, atunci când continui, începi jocul cu aceleași obiecte pe care le aveai atunci când ai murit.

## Nivele
Jocul are trei nivele:
- Outside street: Se desfășoară în oraș.
- Underground sewers: Se desfășoară în canale.
- UFO Platform: Locuința extratereștrilor, acolo unde Fester trebuie să distrugă nava extraterestră.

Fester poate intra în anumite clădiri. Dacă o va face, jocul își va transforma perspectiva într-una 3D, de tip first-person, asemănătoare cu un labirint. În majoritatea clădirilor, Fester se va lupta cu un extraterestru șef, care, după ce va fi învins, va lăsa în urmă un indiciu. Fiecare nivel are o coloană sonoră specifică.

## Obiecte
În timpul aventurii sale, Fester poate aduna diferite obiecte. Cele mai multe dintre acestea pot fi adunate de la membrii familiei Addams.
- Gun (pușcă): Fester folosește de la început această armă. Ea poate fi îmbunătățită până la nivelul 8 prin adunarea simbolurilor "GUN" de culoare albastră.
- Whip (bici): Fester primește această armă de la Morticia Addams, după ce învinge primul extraterestru șef. Biciul poate fi îmbunătățit până la nivelul 4, prin adunarea simbolurilor "WHIP" de culoare albastră. Câteodată, biciul se dovedește a fi mai puternic decât pușca. Unii extratereștrii șefi pot fi învinși numai cu biciul.
- T.N.T. (dinamită): Fester primește această armă de la Pugsley Addams. Dinamita explodează la contactul cu un inamic.
- Vice Grip: Wednesday Addams îi dă lui Fester Vice Grip pentru ca acesta să se vindece dacă este încetinit de un extraterestru.
- Potion (Licoare magică): primul obiect oferit de Mânuță. Dacă Fester bea licoarea, viața îi va reveni la normal.
- Invisibility Potion: cel de-al doilea obiect oferit de Mânuță. Este o licoare magică ce îl face pe Fester invincibil.
- Missile (rachete): cel de-al treilea obiect oferit de Mânuță. Fester poate bombarda extratereștrii cu câte 6 rachete o dată.
- Noose (laț): Bunica Addams i-l oferă lui Fester. Lațul îl va chema pe majordomul Lurch care, după ce își spune celebrele cuvinte "Ați sunat?", va distruge toți inamicii prezenți pe ecran.
- Money (bani): Fester poate cumpăra cu banii hot dog-uri care îi întregesc viața.
- Light Bulb (bec): Fester folosește becurile pentru a face lumină în locurile întunecate.
- Key (cheie): Fester folosește cheile pentru a descuia uși.
- Life Bar: Fester începe aventura cu două pătrate roșii de viață dar mai poate găsi alte două. Aceste pătrate de viață sunt foarte rare, dar, dacă sunt găsite, îi vor mări viața lui Fester.

## Inamici
- Globule: creaturi purpurii cu roșu care nu se pot mișca. Se găsesc în primul nivel pe străzi.
- Hopper: broaște mutante fără ochi. Sunt colorate în patru feluri: cele albastre sunt cele mai slabe, cele portocalii sar la întâmplare și sunt puțin mai puternice decât broaștele albastre. Broaștele verzi și roz sunt cele mai puternice dintre ele, având atacuri speciale specifice. Broaștele de culoare verde sar de trei ori, se opresc și apoi atacă folosindu-și limba, pe când broaștele de culoare roz sar de trei ori iar apoi scuipă trei focuri purpurii care, dacă îl lovesc pe Fester, îl vor încetini.
- Skeeter: capete plutitoare fără corp care, atunci când sunt lovite, lasă în urmă muște care îl pot paraliza pe Fester.
- Rat (Șobolan): pur și simplu un șobolan care se mișcă prin canale.
- Slime Replicator: o creatură din mâzgă verde, care se multiplică atunci când este împușcată.
- Slime Snail: un melc care se strecoară prin canale. Se transformă în Slime Replicator atunci când este împușcat.
- Bugg: un inamic tip insectă de pe străzi care sare atunci când Fester încearcă să-l lovească. Fuge după ce este rănit.
- Arachnid: un păianjen uriaș care apare atunci când o zonă a fost vizitată de prea multe ori. Cu cât este lovit mai tare, cu atât își va mări viteza.
- Big Mouth: un inamic de culoare roz, care poate săpa prin ziduri.
- Eye Pod: o fiară de tip ciclop înconjurată de trei sfere roșii, folosite pentru atac. Îl va ataca pe Fester cu trei proiectile de culoare verde, iar atunci când va fi lovit, va ataca cu alte trei proiectile.
- Mr. I: globuri oculare care-l fugăresc pe Fester. Cu fiecare lovitură, devin mai rapide.
- Grabber: un monstru verde cu gheare. De fiecare dată când este lovit, va ataca cu 3 proiectile.
- Alien Pod: monstru tip păstaie care rătăcește și îl atacă pe Fester cu bile toxice care-l pot răni. Atunci când atacă, această creatură își va dezvălui punctul slab: sfera verde din centru.

## Păreri
Revista Computer and Video Games numărul 108 i-a dat nota 56% jocului.

## Trivia
- Broaștele Hoopers sunt mini versiuni ale șefului broască din Blaster Master, un alt joc dezvoltat de Sunsoft.
- Multe dintre sunetele jocului vin de asemenea de la Blaster Master.